# 시일야방성대곡

1905년 11월 20일. 황성신문 2면 사설란에 실린 '시일야방성대곡'.

시일야방성대곡(是日也放聲大哭)은 《황성신문》의 주필인 장지연이 1905년 11월 20일 《황성신문》에 올린 글의 제목이다. 시일야방성대곡이란 "이 날에 목놓아 우노라"라는 의미이다. 장지연은 이 글에서 고종 황제의 승인을 받지 않은 을사늑약의 부당함을 알리고 이토 히로부미와 을사오적을 규탄했다.

## 내용
지난번 이등(伊藤, 이토 히로부미) 후작이 내한했을 때에 어리석은 우리 인민들은 서로 말하기를, "후작은 평소 동양 삼국(대한제국, 청나라, 일본 제국)의 정족(鼎足, 솥발) 안녕을 주선하겠노라 자처하던 사람인지라 오늘 내한함이 필경은 우리나라(대한제국)의 독립을 공고히 부식케 할 방책을 권고키 위한 것이리라."하여 인천항에서 서울에 이르기까지 관민상하(官民上下, 공무원과 민간인, 윗사람과 아랫사람)가 환영하여 마지않았다. 그러나 천하 일 가운데 예측하기 어려운 일도 많도다. 천만 꿈 밖에 5조약(을사늑약)이 어찌하여 제출되었는가. 이 조약은 비단 우리 한국뿐만 아니라 동양 삼국이 분열을 빚어낼 조짐인즉, 그렇다면 이등 후작의 본뜻이 어디에 있었던가?
그것은 그렇다 하더라도 우리 대황제(고종 황제) 폐하의 성의(聖意)가 강경하여 거절하기를 마다하지 않았으니 조약이 성립되지 않은 것인 줄 이등 후작 스스로도 잘 알았을 것이다. 그러나 슬프도다. 저 개돼지만도 못한 소위 우리 정부의 대신이란 자들은 자기 일신의 영달과 이익이나 바라면서 위협에 겁먹어 머뭇대거나 벌벌 떨며 나라를 팔아먹는 도적이 되기를 감수했던 것이다.
아, 4천년의 강토와 5백년의 사직을 남에게 들어 바치고 2천만 생령(生靈, 살아있는 영혼, 백성)들로 하여금 남의 노예 되게 하였으니, 저 개돼지보다 못한 외무대신 박제순과 각 대신들이야 깊이 꾸짖을 것도 없다. 하지만 명색이 참정(參政)대신이란 자는 정부의 수석(首席, 가장 높은 자리)임에도 단지 부(否)자로써(반대함으로써) 책임을 면하여 이름거리나 장만하려 했더란 말이냐.
김청음(金淸陰, 청음 김상헌(淸陰 金尙憲))처럼 통곡하며 문서를 찢지도 못했고, 정동계(鄭桐溪, 동계 정온(桐溪 鄭蘊))처럼 배를 가르지도 못해 그저 살아남고자 했으니 그 무슨 면목으로 강경하신 황제 폐하를 뵈올 것이며 그 무슨 면목으로 2천만 동포와 얼굴을 맞댈 것인가.
아! 원통한지고, 아! 분한지고. 우리 2천만 동포여, 노예가 된 동포여! 살았는가, 죽었는가? 단군(檀君)과 기자(箕子) 이래 4천년 국민 정신이 하룻밤 사이에 홀연 망하고 말 것인가. 원통하고 원통하다. 동포여! 동포여!

## 같이 보기
- 을사조약